# Oimbra

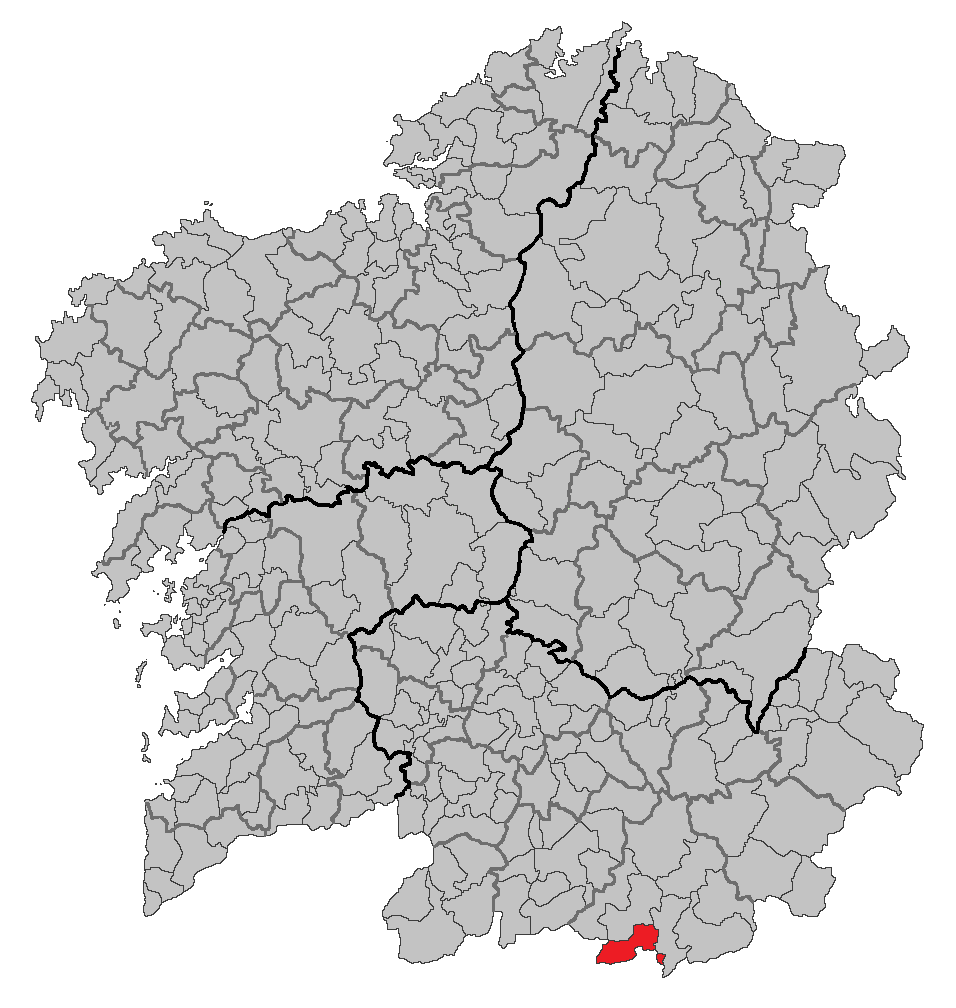
Localização de Oimbra

Oimbra (em galego, Oímbra) é um município raiano da Espanha na província 
de Ourense, 
comunidade autónoma da Galiza, de área 71,9 km² com 
população de 1957 habitantes (2007) e densidade populacional de 27,46 hab/km².
Durante a Antiguidade chamou-se Olímbriga (em latim: Olimbriga).

## Demografia
| Variação demográfica do município entre 1991 e 2004 | Variação demográfica do município entre 1991 e 2004 | Variação demográfica do município entre 1991 e 2004 | Variação demográfica do município entre 1991 e 2004 |
| --------------------------------------------------- | --------------------------------------------------- | --------------------------------------------------- | --------------------------------------------------- |
| 1991                                                | 1996                                                | 2001                                                | 2004                                                |
| 2095                                                | 2054                                                | 1996                                                | 1984                                                |